# 勝平新橋

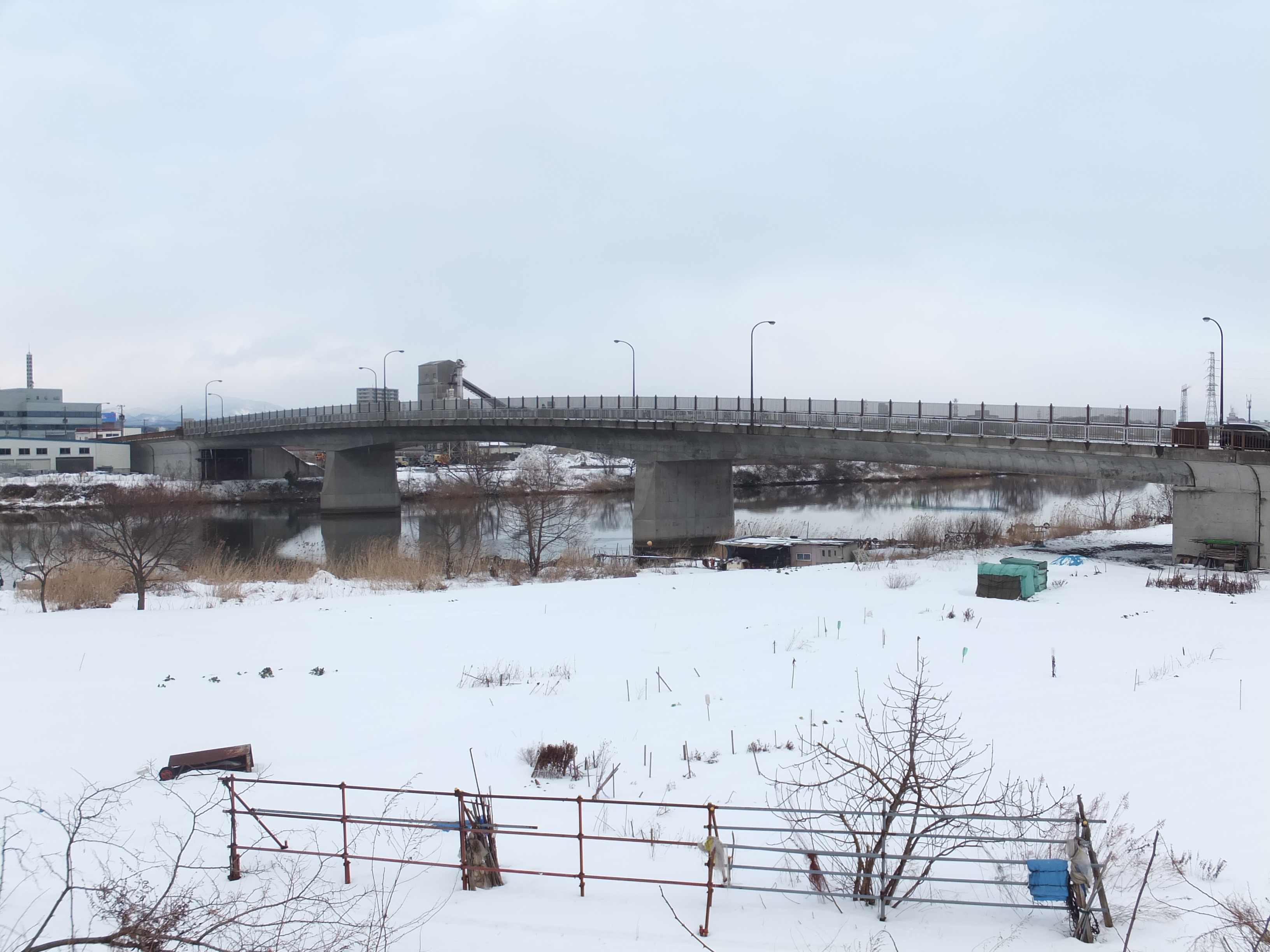
秋田市川尻地区と新屋勝平地区とを結ぶ勝平新橋

勝平新橋(かつひらしんばし)は、秋田県秋田市の秋田運河に架かる道路橋である。

## 概要
勝平新橋は、1988年に竣工した秋田市の橋である。全長163m、片側1車線で冬季にはアプローチ部でロードヒーティングが機能する。

## 目的
秋田市の西部の交通緩和を目的として新設された市道の一部として計画・建設された。

## 構造
三径間連続二室箱桁構造

## 周辺施設
- 秋田市立秋田商業高等学校
- 秋田市立勝平小学校
- 秋田中央交通株式会社秋田営業所